# Horário da África Central
|  | UTC−01:00           | Horário de Cabo Verde                                                                  |
|  | UTC±00:00           | Tempo Médio de Greenwich                                                               |
|  | UTC±00:00 UTC+01:00 | Horário da Europa Ocidental Horário de Verão da Europa Ocidental                       |
|  | UTC+01:00           | Horário da África Ocidental / Horário da Europa Central                                |
|  | UTC+01:00 UTC+02:00 | Horário da África Ocidental Horário de Verão da África Ocidental                       |
|  | UTC+02:00           | Horário da África Central / Horário Padrão da África do Sul / Horário do Leste Europeu |
|  | UTC+03:00           | Horário da África Oriental                                                             |
|  | UTC+04:00           | Horário da Maurícia Horário das Seychelles                                             |

Horário da África Central, ou CAT, é um fuso horário usado na África central e austral. O fuso é de duas horas antes de UTC (UTC+2), que é o mesmo que o adjacente Hora Legal da África do Sul e também o mesmo que Horário do Leste Europeu.
Como este fuso horário é predominantemente na região Equatorial, não há nenhuma mudança significativa na duração do dia durante todo o ano, então horário de verão, não é observado.
O Horário da África Central é usado pelos seguintes países:
- Burundi
- Botswana
- República Democrática do Congo (apenas lado leste)
- Malawi
- Moçambique
- Namíbia a partir de 2017[1].
- Ruanda
- Sudão
- Zâmbia
- Zimbabwe

Os seguintes países na África também usam uma compensação de UTC+02:00 o ano todo:
- Egito (observa o horário da Europa Oriental)
- Líbia (observa o horário da Europa Oriental)
- Lesoto (observa a hora legal da África do Sul)
- África do Sul (observa a hora legal da África do Sul)
- Eswatini (observa a hora legal da África do Sul)